# Красне (Мазовецьке воєводство)
Красне (пол. Krasne) — село в Польщі, у гміні Красне Пшасниського повіту Мазовецького воєводства.
Населення — 940 осіб (2011).
У 1975-1998 роках село належало до Цехановського воєводства.

## Демографія
Демографічна структура станом на 31 березня 2011 року:
|          | Загалом | Допрацездатний вік | Працездатний вік | Постпрацездатний вік |
| -------- | ------- | ------------------ | ---------------- | -------------------- |
| Чоловіки | 448     | 92                 | 302              | 54                   |
| Жінки    | 492     | 94                 | 282              | 116                  |
| Разом    | 940     | 186                | 584              | 170                  |